# Lissonota petila
Lissonota petila là một loài tò vò trong họ Ichneumonidae.